# Matthias Franz Perth
Matthias Franz Perth (* 1. Februar 1788 in Wien; † 17. Februar 1856 in Baden bei Wien, Niederösterreich) war ein österreichischer Beamter und Schriftsteller.
Ab 1807 war er im k. k. Oberstjägermeisteramt tätig. Seit seinem 15. Lebensjahr führte er bis zu seinem Tode Tagebuch. Diese 58 Bände stellen ein wertvolles Zeitdokument dar.